# Joachim Frey
Joachim Max Wilhelm Frey (* 11. Juni 1905 in Jena; † 1. Januar 1983 in Freiburg im Breisgau) war ein deutscher Internist und Hochschullehrer.

## Leben und Wirken
Joachim Frey war der Sohn des Pharmakologen Ernst Kurt Frey und dessen Ehefrau Käthe, geborene Freund. Nach dem Abschluss seiner gymnasialen Schullaufbahn absolvierte er ein Medizinstudium an den Universitäten Rostock und München. Seine Assistenzarztzeit verbrachte er an der Medizinischen Universitätsklinik der Universität Göttingen, wo er 1932 zum Dr. med. promoviert wurde. Er wechselte 1935 an die Medizinische Universitätsklinik nach Freiburg, wo er 1939 habilitiert wurde und anschließend zunächst als Privatdozent wirkte.
Zu Beginn der Zeit des Nationalsozialismus trat er 1933 der SA bei. Er gehörte ab 1937 der NSDAP an und wurde 1942 Mitglied des NS-Dozentenbundes. Während des Zweiten Weltkrieges war er auch in die Luftwaffenforschung involviert (Experimentellen Untersuchungen über den Gravitationskollaps als auch Untersuchungen über Verbesserung der Höhenfestigkeit durch Aufenthalt in einer Druckkammer).
Nach Kriegsende verblieb Frey in Freiburg, wo er ab 1949 als außerplanmäßiger Professor tätig war. Er wirkte dort am Wiederaufbau  und der Modernisierung der Medizinischen Universitätsklinik mit. Frey wurde in Nachfolge von Max Gänsslen 1960 auf den internistischen Lehrstuhl der Universität Frankfurt am Main berufen, wo er als Direktor der II. Medizinischen Universitätsklinik vorstand. Frey wurde 1972 emeritiert. Anschließend zog Frey nach Oberbayern, wo er weiter als Arzt praktizierte und kehrte 1980 nach Freiburg zurück. Verheiratet war er mit Hildegard, geborene Horn. Das Paar bekam zwei Kinder.
In einem Nachruf wurden als Freys Interessengebiete insbesondere Fragen zur Hämodynamik und zur Durchblutung genannt. Später galt der Kliniker als Spezialist für Nierenerkrankungen.

## Veröffentlichungen (Auswahl)
- zusammen mit Ernst Kurt Frey: Die Funktionen der gesunden und kranken Niere. Springer-Verlag, Berlin / Göttingen / Heidelberg 1950, 168 Seiten.
- Krankheiten der Atmungsorgane. In: Ludwig Heilmeyer (Hrsg.): Lehrbuch der Inneren Medizin. Springer-Verlag, Berlin/Göttingen/Heidelberg 1955; 2. Auflage ebenda 1961, S. 599–746.
- Krankheiten der Niere, des Wasser- und Salzhaushaltes, der Harnwege und der männlichen Geschlechtsorgane. In: Ludwig Heilmeyer (Hrsg.): Lehrbuch der Inneren Medizin. Springer-Verlag, Berlin/Göttingen/Heidelberg 1955; 2. Auflage ebenda 1961, S. 893–996.
- mit Jörg Jürgens: Therapie der hämorrhagischen Diathesen. 1961.